# Nel Vos
Nel Vos (Eindhoven, 25 januari 1927 – Eindhoven, 7 maart 2011) was een Nederlandse atlete, die gespecialiseerd was in sprint, hordelopen en verspringen. Zij werd Nederlands kampioene verspringen en behaalde podiumplaatsen op de 100 m en de 80 m horden. Ze vertegenwoordigde Nederland diverse malen bij internationale wedstrijden. In 1950 nam ze deel aan de Europese kampioenschappen.

## Carrière

### Eerste wedstrijd
Van oorsprong was ze een handbalster die hard kon lopen. Ze kreeg het advies van haar trainer om eens bij atletiek te gaan kijken. Op weg naar huis kwam ze langs de atletiekbaan aan de Frederiklaan in Eindhoven wat de residentie was van P.S.V. atletiek en voetbal. Daar was op dat moment een atletiekwedstrijd gaande en haar werd gevraagd mee te doen aan de sprint. In die eerste wedstrijd versloeg ze meteen de toenmalige sprintkampioene van het district Zuid, Nelly Hardy.

### Kampioenschappen
Van 1944 tot 1952 won ze de 100 m, 200 m en het verspringen bij de Zuidnederlandse kampioenschappen. Alleen in 1949 en 1950 ontbrak ze op dit kampioenschap. In 1946 moest ze genoegen nemen met drie tweede plaatsen. Bij de Nederlandse kampioenschappen werd ze tweemaal tweede bij het verspringen achter atletieklegende Fanny Blankers-Koen. In 1949 werd ze op dit onderdeel met een sprong van 5,41 m landskampioen.

### Interlands
Vijfmaal verdedigde ze de nationale driekleur:
- op 10 augustus 1947 in Straatsburg: Frankrijk - Nederland;
- op 24 juli 1949 in Rotterdam, in het Feyenoordstadion: Nederland - Italië;
- op 20 augustus 1949 in Londen, in het White City Stadion: Engeland-Frankrijk-Nederland;
- op 16 juli 1950 in Carcassonne: Frankrijk - Nederland;
- van 23-27 augustus 1950 in Brussel, in het Heizelstadion, bij de Vierde Europese Kampioenschappen[1]

### Eindhovense Atletiek Vereniging
Van 1944 tot 1950 droeg zij de kleuren van P.S.V. Door onenigheid over trainingsbeleid tussen Henk Kamerbeek en haar toenmalige trainer Hans Houtzager Sr. ontstond de Eindhovense Atletiek Vereniging. Deze vereniging heeft slechts twee jaar bestaan. Opgericht door haar trainer volgde ze hem naar deze vereniging. Twee jaar heeft ze haar kunnen nog op de atletiekbanen laten zien. In 1952 was dat voor het laatst.

## Nederlandse kampioenschappen
| Onderdeel   | Jaar                   |
| ----------- | ---------------------- |
| verspringen | 1949 goud, 1951 zilver |
| 100 m       | 1949 zilver            |
| 80 m horden | 1948 brons             |

## Zuid Nederlandse kampioenschappen
| Onderdeel   | Jaar                         |
| ----------- | ---------------------------- |
| 100 m       | 1945, 1947, 1948, 1951       |
| 200 m       | 1944, 1945, 1947, 1948, 1951 |
| 80 m horden | 1947                         |
| verspringen | 1945, 1947, 1948, 1951       |